# Cetonurus globiceps
Cetonurus globiceps es una especie de pez de la familia Macrouridae en el orden de los Gadiformes.

## Morfología
• Los machos pueden llegar alcanzar los 50 cm de longitud total.

## Alimentación
Come peces pequeñitos y crustáceos  planctónicos.

## Hábitat
Es un pez de aguas profundas que vive entre 860-4621 m de profundidad.

## Distribución geográfica
Se encuentra en el mar Cantábrico, las Islas Azores, Mauritania, Senegal, las Islas Canarias, el Golfo de México, el este del Mar Caribe, Japón e Indonesia.